# Stazione di Gela
La stazione di Gela è una stazione ferroviaria di diramazione, posta nella linea Caltanissetta Xirbi-Gela-Siracusa ed è dotata di uno scalo commerciale. Inoltre vi confluisce la ferrovia Catania-Caltagirone-Gela, inattiva per interruzione dal 2011.

## Storia

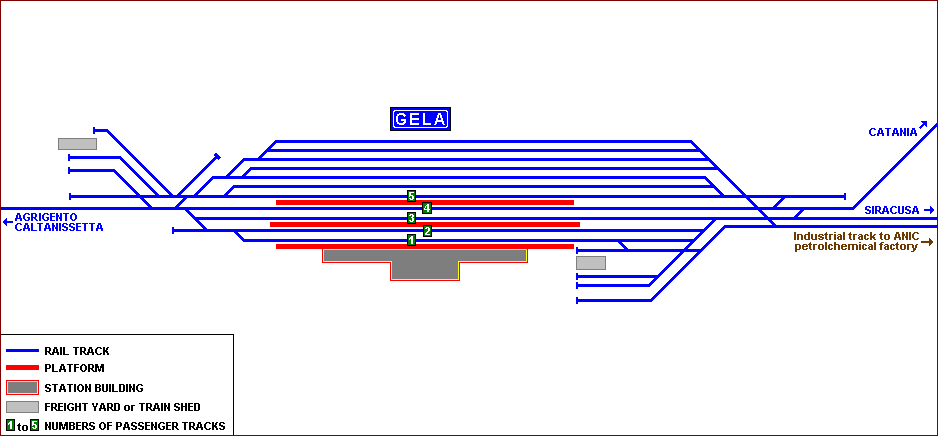
Piano schematico della stazione

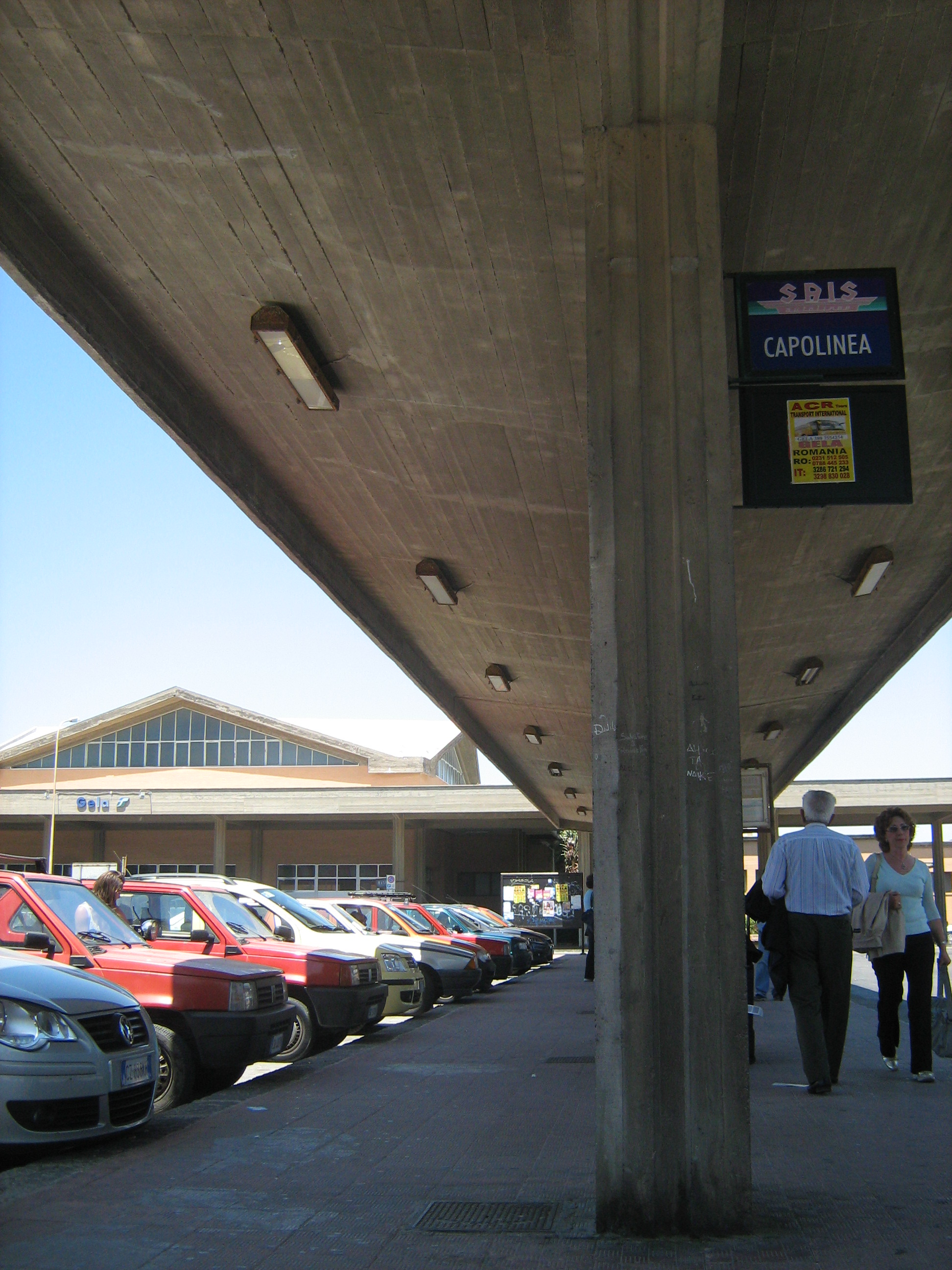
Esterno della stazione di Gela: una delle pensiline per l'attesa degli autobus

La nuova stazione ferroviaria di Gela fu inaugurata intorno alla fine degli anni settanta in sostituzione di quella antica risalente al 1891 e ubicata a sud-ovest, nei pressi del centro storico. La decisione di realizzare un nuovo scalo, negli anni sessanta, derivò dalla necessità di eliminare una serie di passaggi a livello alla periferia nord del paese, di creare uno scalo merci più grande a servizio della zona industriale e di una stazione adeguata alle esigenze di una città che, allora, assisteva ad un grande sviluppo economico e demografico.
Per la sua realizzazione venne realizzata una variante all'originario tracciato ferroviario che correva parallelamente e a poca distanza dalla strada statale 115 (denominata via Venezia) ai piedi della collina sulla quale sorge la città. Esso venne traslato più a nord nella sua parte orientale (nei pressi della nuova diramazione per Caltagirone) per riprendere, più a sud-ovest, il vecchio percorso diretto a Licata. Vennero costruiti quattro grandi cavalcaferrovia tra i quali, quello lungo la statale 115 nei pressi del Commissariato di P.S., lungo 750 metri. Il nuovo percorso nel breve volgere di qualche anno venne inglobato nella disordinata espansione urbana della periferia.
Dagli anni ottanta in avanti il numero di passeggeri è costantemente diminuito. Il crollo del viadotto di Piano Carbone dell'8 maggio 2011 che ha interrotto la linea per Caltagirone ha provocato la perdita ulteriore del traffico viaggiatori da e per Catania; al 2015 è costituito prevalentemente da studenti pendolari e rari turisti con treni regionali, per Modica e Siracusa o Licata e Caltanissetta; il traffico ferroviario è ridotto ai minimi termini e vengono effettuati servizi sostitutivi su strada secondo quanto previsto dal contratto di servizio regionale di volta in volta.

## Strutture e impianti
La stazione di Gela sorge su un'area di circa 70.000 metri quadrati ed il suo scalo è dotato di undici binari passanti.
Esternamente si affaccia su un ampio piazzale attrezzato a parcheggio e dotato di due file di pensiline che fungono da terminal bus cittadino. Accanto si trova un giardino intitolato a "Manuela Setti Carraro".
Dal portico d'ingresso oltre a poter accedere alla sala d'attesa e al bar, si possono raggiungere: sulla destra i sottopassaggi e lo scalo commerciale; sulla sinistra gli uffici e gli alloggi di servizio delle Ferrovie.
La struttura, molto ampia, è caratterizzata nella sua parte centrale da una grande sala d'attesa a pianta quadrangolare coperta da un tetto a cuspide delimitata da superfici vetrate che le donano grande luminosità. Dalla sala, ornata da un tipico carretto siciliano posto al centro di essa, si accede ai servizi igienici, al bar-trattoria e alla biglietteria.
Originariamente la stazione presentava anche un certo numero di esercizi commerciali e un ufficio informazioni turistiche ma nel corso degli anni sono stati progressivamente eliminati per la diminuzione del traffico ferroviario riducendosi ad un bar-edicola e una mensa-tavola calda.
Il fascio di binari per uso viaggiatori comprende 5 binari passanti forniti di grandi pensiline e serviti da sottopassaggi. Oltre a questi vi sono sei binari per servizio merci passanti, uno scalo merci a sud-est, e uno scalo merci intermodale per carico e scarico container sul lato nord-ovest della stazione.
Gli impianti ferroviari di Gela consentono di servire in modo adeguato i grandi complessi industriali della zona, i cui raccordi raggiungono lo sviluppo di oltre 12 km.
Dopo la chiusura dei tre scali merci della provincia di Ragusa e la dismissione negli anni precedenti di quelli delle zone limitrofe, lo scalo merci è rimasto l'unico della zona centro-meridionale della Sicilia. L'interruzione della linea per Catania e la drastica riduzione dell'attività del petrolchimico hanno inciso profondamente anche sul traffico merci.

## Servizi
La stazione è dotata di annuncio vocale e su display, di videosorveglianza e presenza di personale di sicurezza. Non sono più attivi da anni il posto di Polfer (Polizia Ferroviaria), l'ufficio informazioni turistiche e i servizi igienici (chiusi per assenza di personale).
- Biglietteria automatica
- Bar
- Ristorante
- Sala d'attesa
- Sottopasso pedonale

## Interscambi
Nel piazzale antistante la stazione è ubicato il terminal degli autobus urbani e interurbani.
Dal 2011, dopo il crollo del viadotto tra Niscemi e Caltagirone della linea per Catania, i collegamenti tra Gela e Caltagirone vengono effettuati mediante autobus sostitutivi.
Il servizio taxi ha un punto di fermata sul piazzale antistante la stazione.